# Universities Canada
Universities Canada (фр. Universités Canada) — організація, що представляє канадські університети. Це неприбуткова національна організація, яка координує університетську політику, керівництво та управління.
Заснована у 1911 році як Асоціація університетів та коледжів Канади (Association of Universities and Colleges of Canada), вона представляє 97 державних і приватних неприбуткових канадських університетів та університетських коледжів у Канаді. Вона надає своїм членам послуги у сфері державної політики та адвокації, комунікацій, досліджень та обміну інформацією, а також стипендій та міжнародних програм. У квітні 2015 року організація перейменувала себе на «Universities Canada».
Universities Canada не є органом з акредитації вищої освіти. Членство в асоціації вимагає від університетів відповідності суворим критеріям і дотримання встановлених принципів інституційного забезпечення якості, які необхідно підтверджувати кожні п'ять років. Це зміцнює визнання канадського університетського диплома в усьому світі як високоякісного академічного досягнення.
Асоціація випускає низку публікацій, таких як журнал «Університетські справи» та« Довідник канадських університетів».
Герб, символіка та емблема Universities Canada були зареєстровані в Канадському геральдичному управлінні 10 травня 2004 року.

## Академічна свобода
25 жовтня 2011 року Universities Canada, відома тоді під своєю колишньою назвою, оголосила нову "Заяву про академічну свободу", яка була одноголосно прийнята членами організації на її столітньому з'їзді. Однак принаймні один критик висловив думку, що ця заява, розроблена академічними адміністраторами, фактично надає академічним адміністраторам право визначати межі такої свободи.

## Адвокація
Universities Canada співпрацює з урядом, щоб сприяти розвитку вищої освіти та підвищенню обізнаності про внесок канадських університетів у розвиток країни.
Пріоритетами є збільшення фінансування поточних та капітальних витрат університетів, досліджень та міжнародних програм, а також покращення допомоги студентам.
Вона також бере участь в урядовому процесі реформування авторського права.

## Справедливість, різноманітність та інклюзія
Universities Canada дотримується Федерального закону про рівність у працевлаштуванні, розробляючи політику рівності, різноманітності та інклюзії (equity, diversity, and inclusion, EDI) для чотирьох основних груп — маргіналізованих студентів, викладачів та інших членів університету. «Недостатньо представлені групи включають групи, визначені у Федеральному законі про рівність у сфері зайнятості — жінки, видимі меншини, корінні народи та особи з інвалідністю, а також, але не обмежуючись ними, ЛГБТК2+ та чоловіки у сферах, де переважають жінки».
Universities Canada (і так само канадський уряд) не враховує соціальний клас у своїх заявах та ініціативах щодо EDI. Тобто, невидима меншість, яка походить з бідності та/або живе в ній, вихідці з робітничого класу, а також ті, кого прийнято називати іммігрантами в першому поколінні та/або з низьким соціально-економічним статусом. У Канаді бідність називається «соціальним станом» і не є підставою для дискримінації.

## Стипендійні програми
Асоціація також бере активну участь в управлінні міжнародними партнерськими програмами, що фінансуються урядом, та понад 130 стипендіальними програмами від імені компаній приватного сектору.
У партнерстві з «Громадськими фондами Канади» та «Фундацією Рідо Холл», асоціація керує «Програмою діамантових ювілейних стипендій канадської королеви Єлизавети ІІ».